# Manerbe
Manerbe est une commune française, située dans le département du Calvados en région Normandie, peuplée de 545 habitants.

## Géographie

### Localisation
La commune de Manerbe, située à environ 10 km de Lisieux, est dans le cœur du pays d'Auge.
| Formentin                                                      | Le Torquesne  | Coquainvilliers                    |
| Auvillars (sur quelques dizaines de mètres), La Roque-Baignard | Manerbe       | Coquainvilliers, Ouilly-le-Vicomte |
| Montreuil-en-Auge, Saint-Ouen-le-Pin                           | Le Pré-d'Auge | Saint-Désir                        |

### Hydrographie
La commune est située dans le bassin Seine-Normandie. Elle est drainée par le Pre Dauge, le ruisseau de Montreuil, le ruisseau de la Planche des Douets, le ruisseau de Gratte-Planche, le ruisseau de la Viparderie, le ruisseau de Formentin, le fossé 01 du Lieu de la Rivière, le ruisseau du Val Richer et divers autres petits cours d'eau,.

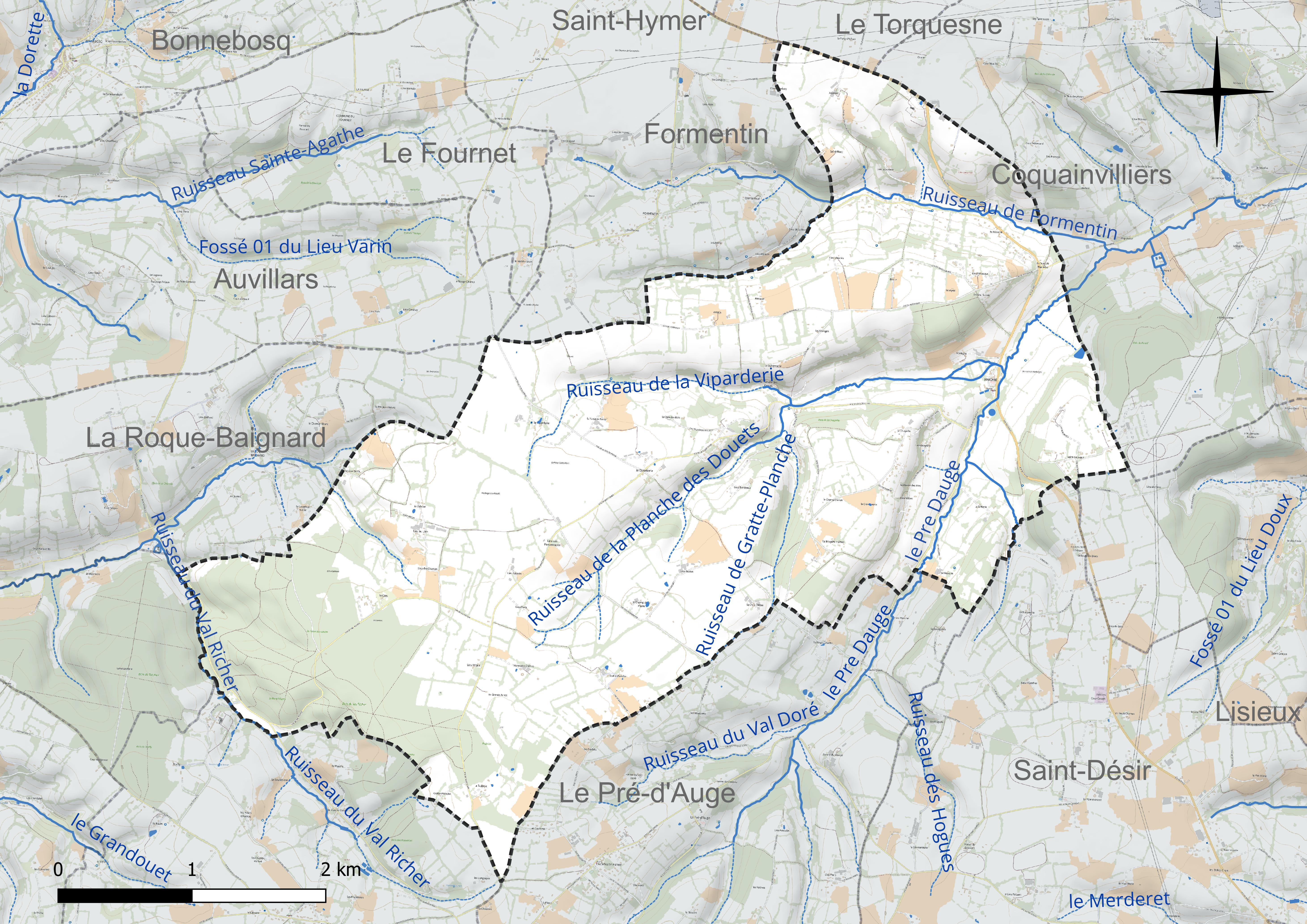
Réseau hydrographique de Manerbe.

### Climat
Pour des articles plus généraux, voir Climat de la Normandie et Climat du Calvados.
En 2010, le climat de la commune est de type climat océanique altéré, selon une étude du CNRS s'appuyant sur une série de données couvrant la période 1971-2000. En 2020, Météo-France publie une typologie des climats de la France métropolitaine dans laquelle la commune est exposée à un climat océanique et est dans une zone de transition entre les régions climatiques « Côtes de la Manche orientale » et « Normandie (Cotentin, Orne) ». Parallèlement le GIEC normand, un groupe régional d'experts sur le climat, différencie quant à lui, dans une étude de 2020, trois grands types de climats pour la région Normandie, nuancés à une échelle plus fine par les facteurs géographiques locaux. La commune est, selon ce zonage, exposée à un « climat contrasté des collines », correspondant au Pays d'Auge, Lieuvin et Roumois, moins directement soumis aux flux océaniques et connaissant toutefois des précipitations assez marquées en raison des reliefs collinaires qui favorisent leur formation.
Pour la période 1971-2000, la température annuelle moyenne est de 10,5 °C, avec  une amplitude thermique annuelle de 12,9 °C. Le cumul annuel moyen de précipitations est de 844 mm, avec 12,8 jours de précipitations en janvier et 8,5 jours en juillet. Pour la période 1991-2020, la température moyenne annuelle observée sur la station météorologique la plus proche, située sur la commune de Lisieux à 6 km à vol d'oiseau, est de 11,7 °C et le cumul annuel moyen de précipitations est de 881,4 mm,. Pour l'avenir, les paramètres climatiques de la commune estimés pour 2050 selon différents scénarios d'émission de gaz à effet de serre sont consultables sur un site dédié publié par Météo-France en novembre 2022.

## Urbanisme

### Typologie
Au 1er janvier 2024, Manerbe est catégorisée commune rurale à habitat dispersé, selon la nouvelle grille communale de densité à 7 niveaux définie par l'Insee en 2022.
Elle est située hors unité urbaine. Par ailleurs la commune fait partie de l'aire d'attraction de Lisieux, dont elle est une commune de la couronne,. Cette aire, qui regroupe 57 communes, est catégorisée dans les aires de 50 000 à moins de 200 000 habitants,.

### Occupation des sols
L'occupation des sols de la commune, telle qu'elle ressort de la base de données européenne d'occupation biophysique des sols Corine Land Cover (CLC), est marquée par l'importance des territoires agricoles (87 % en 2018), une proportion sensiblement équivalente à celle de 1990 (87,8 %). La répartition détaillée en 2018 est la suivante : 
prairies (57,9 %), terres arables (18,3 %), forêts (13 %), zones agricoles hétérogènes (10,8 %). L'évolution de l'occupation des sols de la commune et de ses infrastructures peut être observée sur les différentes représentations cartographiques du territoire : la carte de Cassini (XVIIIe siècle), la carte d'état-major (1820-1866) et les cartes ou photos aériennes de l'IGN pour la période actuelle (1950 à aujourd'hui).

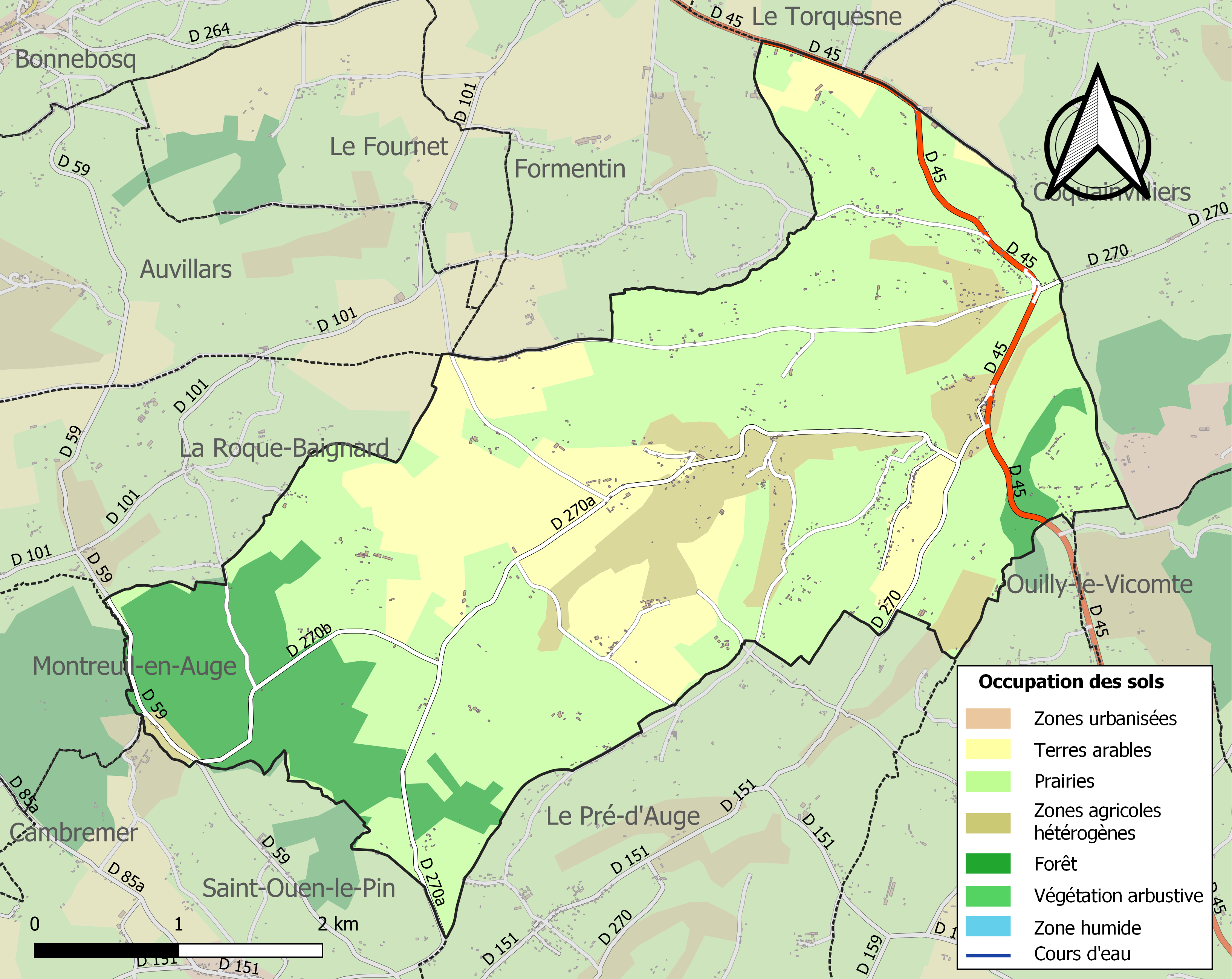
Carte des infrastructures et de l'occupation des sols de la commune en 2018 (CLC).

## Toponymie
Le nom de la localité est attesté sous les formes Manerba en 1204 (Magni rotuli, t. II, p. 93), 1035 et en 1037; Manerbia au XIVe siècle; Menerbe en 1460 (Dénombrement de l'évêché de Bayeux)
Peut-être issu de Minerva.
Ce toponyme évoquerait Minerve (déesse romaine).
Patrice Lajoye, docteur en histoire des religions comparées, retrouve des liens qui unissent le culte antique à la déesse romaine Minerve et le culte actuel de sainte Apolline, fêté le 9 février dans l'église de Manerbe. Le 1er février, date de l'imbolc la fête celtique de la déesse irlandaise Brigantia est très proche du 9 février, date de la fête de sainte Apolline. Ces trois déesses, romaine, gauloise et celtique, assimilées à Minerve, serait à l'origine du culte de sainte Apolline à Manerbe.

## Politique et administration
| Période                                  | Période   | Identité       | Étiquette | Qualité           |
| ---------------------------------------- | --------- | -------------- | --------- | ----------------- |
| 2000                                     | mars 2008 | André Marie    | SE        |                   |
| mars 2008                                | En cours  | Laurent Mayeux | SE        | Éducateur sportif |
| Les données manquantes sont à compléter. |           |                |           |                   |

Le nombre d'habitants, au dernier recensement, étant compris entre 500 et 1499, le nombre de membres du conseil municipal est de 15.

## Démographie
L'évolution du nombre d'habitants est connue à travers les recensements de la population effectués dans la commune depuis 1793. Pour les communes de moins de 10 000 habitants, une enquête de recensement portant sur toute la population est réalisée tous les cinq ans, les populations de référence des années intermédiaires étant quant à elles estimées par interpolation ou extrapolation. Pour la commune, le premier recensement exhaustif entrant dans le cadre du nouveau dispositif a été réalisé en 2007.
En 2022, la commune comptait 545 habitants, en évolution de −1,8 % par rapport à 2016 (Calvados : +1,58 %, France hors Mayotte : +2,11 %).
| 1793  | 1800 | 1806  | 1821  | 1831 | 1836 | 1841 | 1846 | 1851 |
| ----- | ---- | ----- | ----- | ---- | ---- | ---- | ---- | ---- |
| 1 033 | 763  | 1 082 | 1 018 | 905  | 885  | 847  | 901  | 844  |

| 1856 | 1861 | 1866 | 1872 | 1876 | 1881 | 1886 | 1891 | 1896 |
| ---- | ---- | ---- | ---- | ---- | ---- | ---- | ---- | ---- |
| 746  | 702  | 657  | 666  | 603  | 600  | 563  | 531  | 502  |

| 1901 | 1906 | 1911 | 1921 | 1926 | 1931 | 1936 | 1946 | 1954 |
| ---- | ---- | ---- | ---- | ---- | ---- | ---- | ---- | ---- |
| 522  | 506  | 484  | 450  | 396  | 418  | 408  | 392  | 406  |

| 1962 | 1968 | 1975 | 1982 | 1990 | 1999 | 2006 | 2007 | 2012 |
| ---- | ---- | ---- | ---- | ---- | ---- | ---- | ---- | ---- |
| 379  | 301  | 271  | 332  | 498  | 500  | 469  | 465  | 545  |

| 2017 | 2022 | - | - | - | - | - | - | - |
| ---- | ---- | - | - | - | - | - | - | - |
| 555  | 545  | - | - | - | - | - | - | - |

## Lieux et monuments
- L'église Saint-Jean-Baptiste a été construite en 1513. Elle est inscrite au titre des Monuments historiques depuis le 17 juillet 1926[32].
- Le château, face à l'église, a été démoli en 1853 puis reconstruit[33]. Ce château est devenu la propriété de la famille Vlangali-Handjeri[Note 4]. Il ne reste plus que les corps de bâtiments annexes après sa destruction en 1944.
- Avant l'an mil, il y avait cinq églises sur le territoire de la commune, il ne reste aujourd'hui que l'église Saint-Jean-Baptiste.

## Personnalités liées à la commune
- Louis Adolphe Humbert de Molard (1800-1874), pionnier de la photographie, est enterré à Manerbe.
- Prince Michael Vlangali-Handjeri (1833-1911), petit-fils du prince Alexandre Hangerli.
- Princesse Louise Caroline Vlangali-Handjeri (1836-1866), épouse du prince Michael Vlangali-Handjeri, fille de Frédéric de Schleswig-Holstein-Sonderbourg-Augustenbourg (1800-1865), prince de Nore (prinz von Noer)[Note 5].
- Prince Charles Vlangali-Handjeri (1866- 1933), fils du prince Michel Vlangali-Handjeri[Note 6].
- Princesse Louise Amélie Vlangali-Handjeri (1873-1955), épouse du prince Charles Vlangali-Handjeri, fille du comte Frédéric-Auguste de Nore (Graf Friedrich August von Noer)[Note 7].
- Princesse Caroline Vlangali-Handjeri (1900-…), fille du prince Charles Vlangali-Handjeri.